# Kuvasz
Le kuvasz est une race de chien très ancienne, apparue en Hongrie au XIIIe siècle.
Elle proviendrait du Tibet mais son origine précise est inconnue. La race est voisine du berger des Abruzzes, du berger polonais de Podhale-Tatra ou du chien de montagne des Pyrénées. En 2011, sous le gouvernement de Viktor Orbán a été adoptée en Hongrie une taxe sur les chiens dont le kuvasz (ainsi que les autres races hongroises de chiens) est exempté au motif d'être « de race hongroise », au sens de la Grande Hongrie,.

## Description
Il mesure , selon le standard international FCI, entre 66 et 70 cm pour la femelle et entre 71 et 76 cm pour le mâle ; il pèse entre 37 et 50 kg pour la femelle et entre 48 et 62 kg pour les mâles.
Son poil est mi-long, dense et ondulé. Sa robe est de préférence blanc pur mais la couleur ivoire est admise par le standard officiel.
Il a la tête allongée mais non pointue, le museau droit et une grande truffe noire. Les oreilles doivent être en V avec une extrémité arrondie.
Il a une longue queue levée lorsqu'il est en alerte.

## Caractère
Il est intelligent, protecteur, observateur, très proche de son maître. Le kuvasz est courageux. Son caractère impavide l'amènait à affronter ours, loups, coyotes et autres prédateurs pour protéger les siens et les troupeaux. Mais il ne faut pas oublier que c'est avant tout un chien de garde, et que son éducation ferme doit lui permettre, tout en étant protecteur et dissuasif, d'être aimable avec les proches et dans les situations de rencontre avec d'autres chiens et bien sûr les humains en dehors de chez lui.

## Utilité
C'est un bon gardien et un bon protecteur de troupeaux. L'utilisation pour la protection des troupeaux est évidemment en retrait depuis la raréfaction des prédateurs dans la plaine hongroise, mais une réintroduction du kuvasz au travail dans les montagnes des Carpathes entourant la Hongrie est en cours, notamment en Transylvanie et dans les Tatras slovaques. 
C'est aussi un bon chien de famille s'il est bien éduqué, très fidèle à son maître.

## Remarque
Le kuvasz aime les enfants de la famille avec lesquels il se montre très protecteur.

## Source
- Alderton David, Chiens, Bordas, 2002
- [PDF]Standard de la race, sur Société centrale canine (https://www.centrale-canine.fr)